# Zavírka
Zavírka je přírodní památka východně od obce Svojkovice v okrese Rokycany. Oblast spravuje Krajský úřad Plzeňského kraje.

## Předmět ochrany
Důvodem ochrany je významné naleziště fosilií fauny v klabavském souvrství českého ordoviku. Ze stratigrafického hlediska se jedná o okolí hranice biozón Corymbograptus v-similis a Holograptus tardibrachiatus, přičemž je tato lokalita jedním z nejbohatších nalezišť fauny biozóny Corymbograptus v-similis. Přírodní památka Zavírka je zároveň typickou lokalitou s výskytem druhu Corymbograptus holubi.

## Popis lokality
Přírodní památka se nachází v nadmořské výšce 396–408 metrů přibližně jeden kilometr severovýchodně od obce Svojkovice na levém břehu potoka Chejlava, zvaného též Chýlava, Těškovský potok, Úzký potok nebo Vydřidušský potok. Z geomorfologického hlediska je toto území součástí okrsku Holoubkovská kotlina, která náleží do podcelku Hořovická brázda. Chráněná lokalita leží na pozemcích, které jsou majetkem soukromého vlastníka.
Chráněné území tvoří částečně odhalený strmý, téměř kolmý svah, vysoký 2–3 metry. Nad horní hranou srázu pokračuje toto území sklonitým terénem – suťovým svahem porostlým smrkovou houštinou – s nalezištěm ordovické fauny. Hlavními horninami zde jsou prvohorní jílovité břidlice spolu se čtvrtohorními sedimenty.

## Galerie

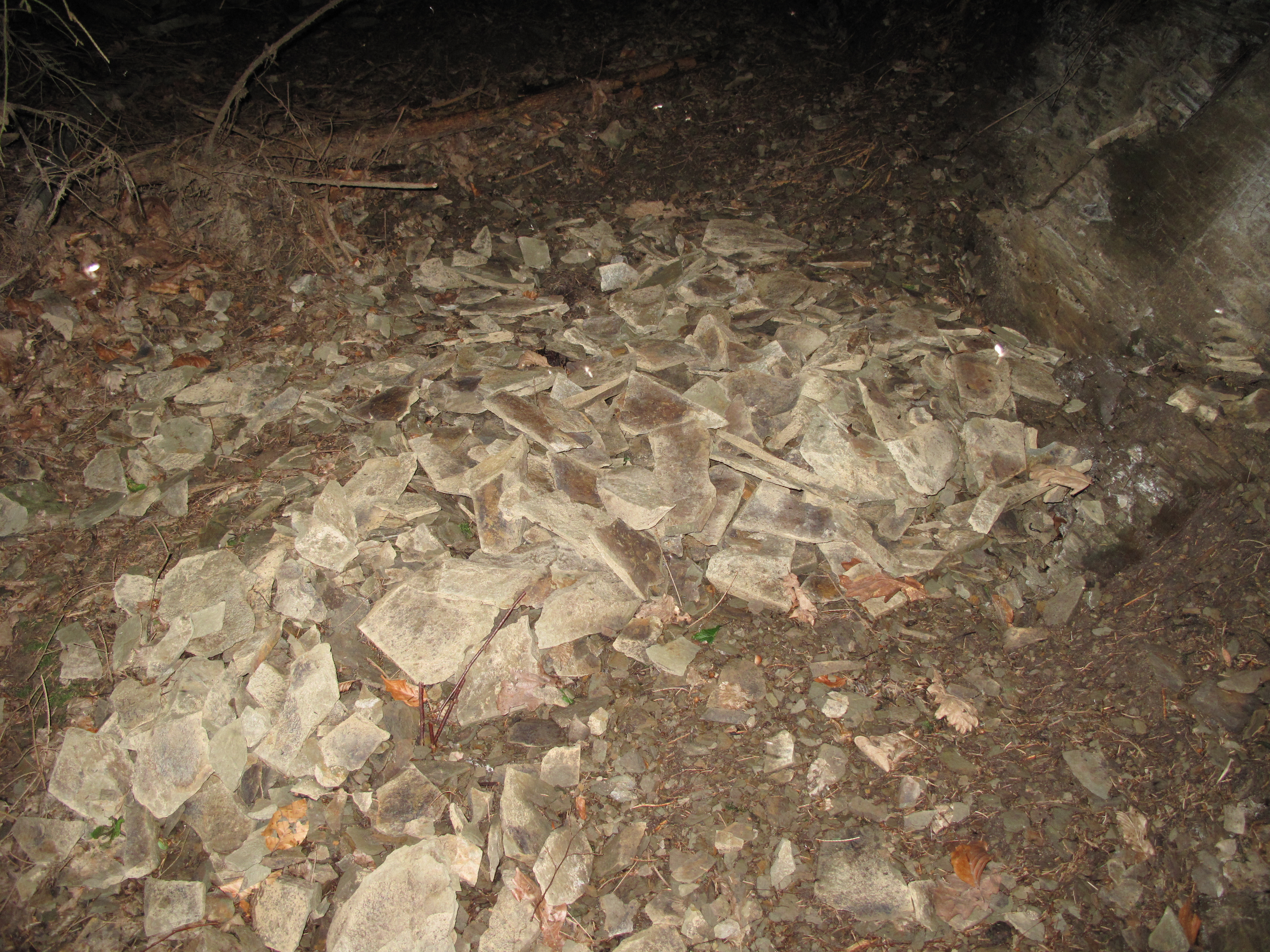
Detail lokality
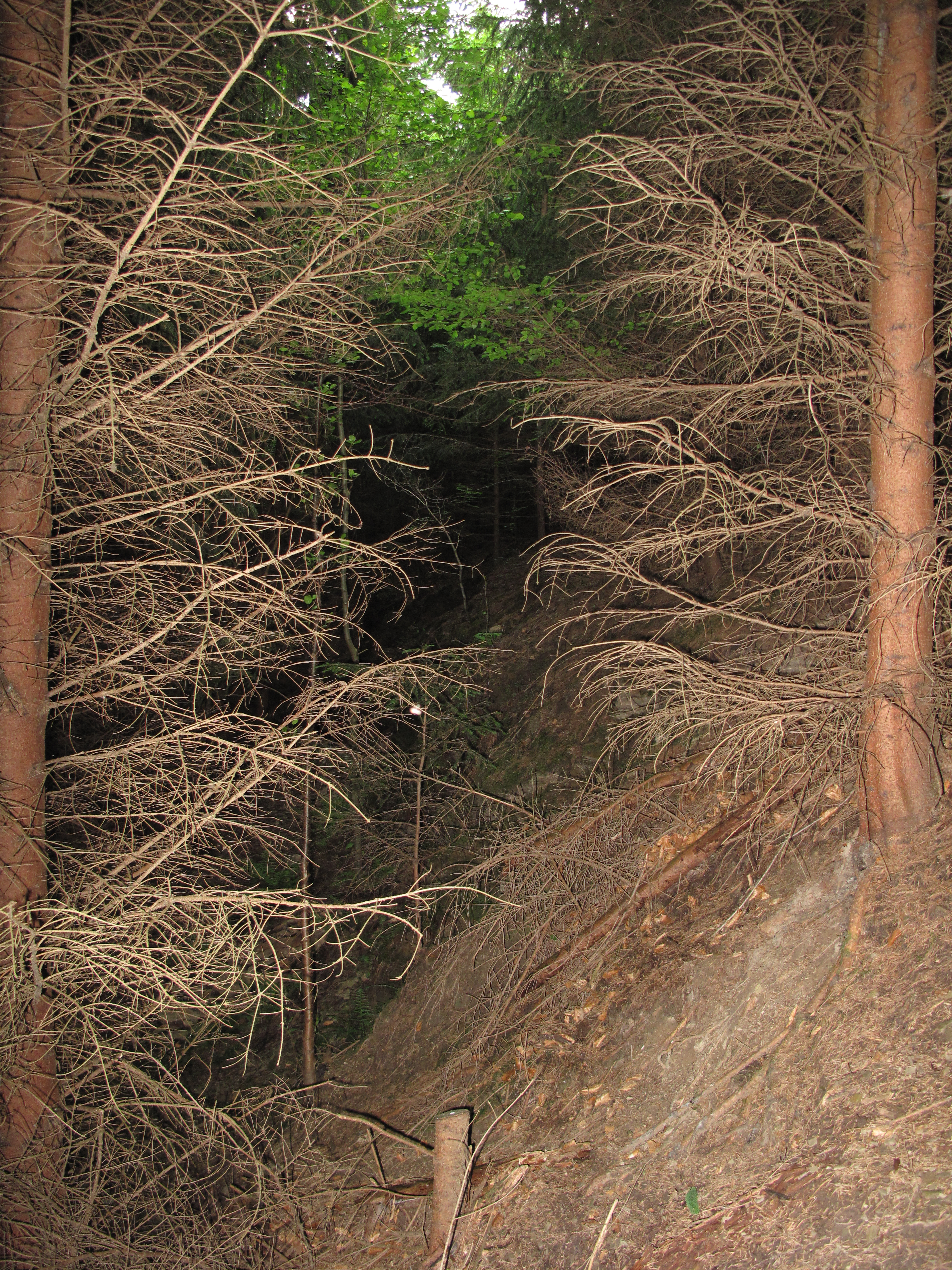
Skalní výchoz
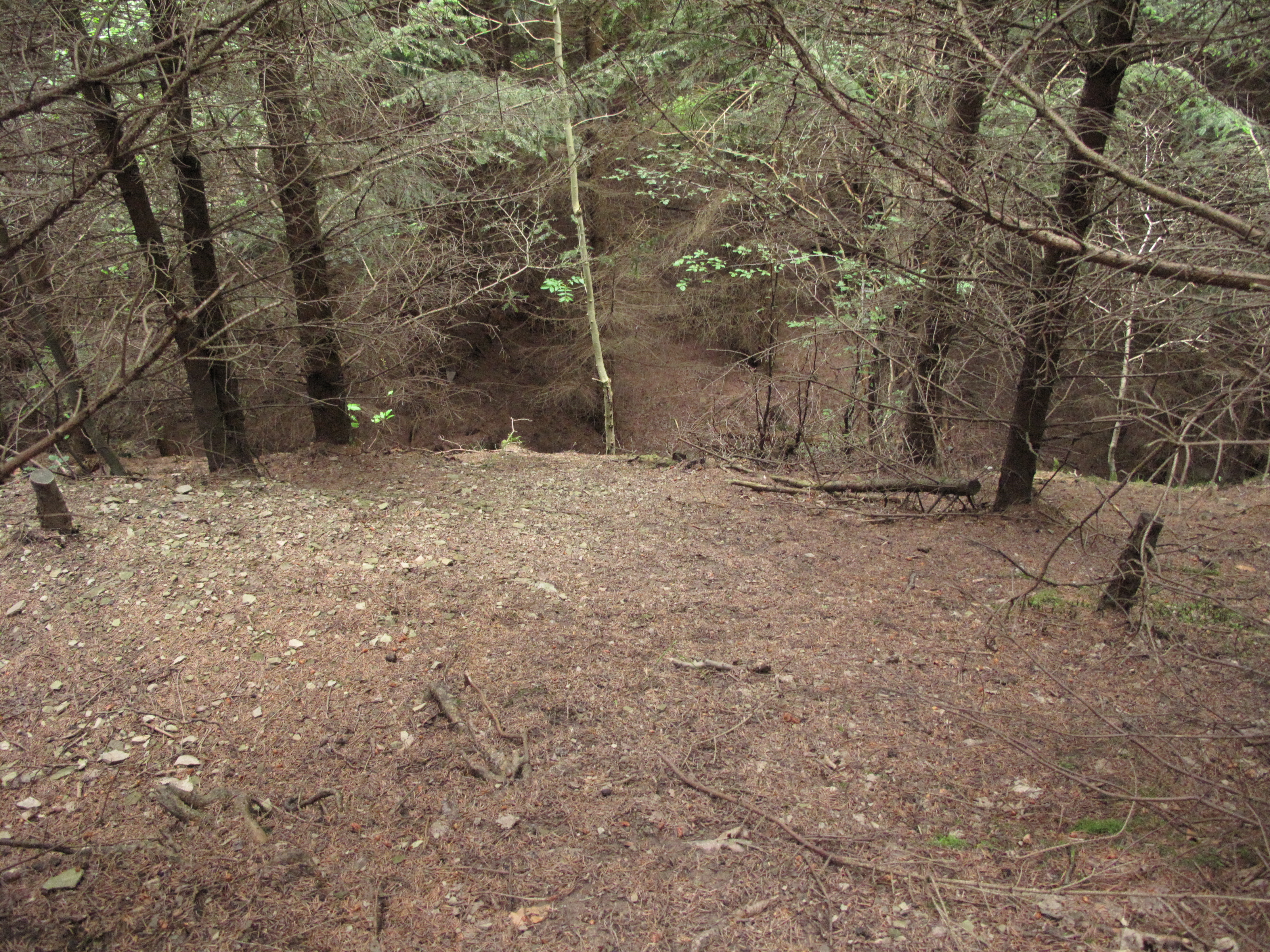
Suťový svah
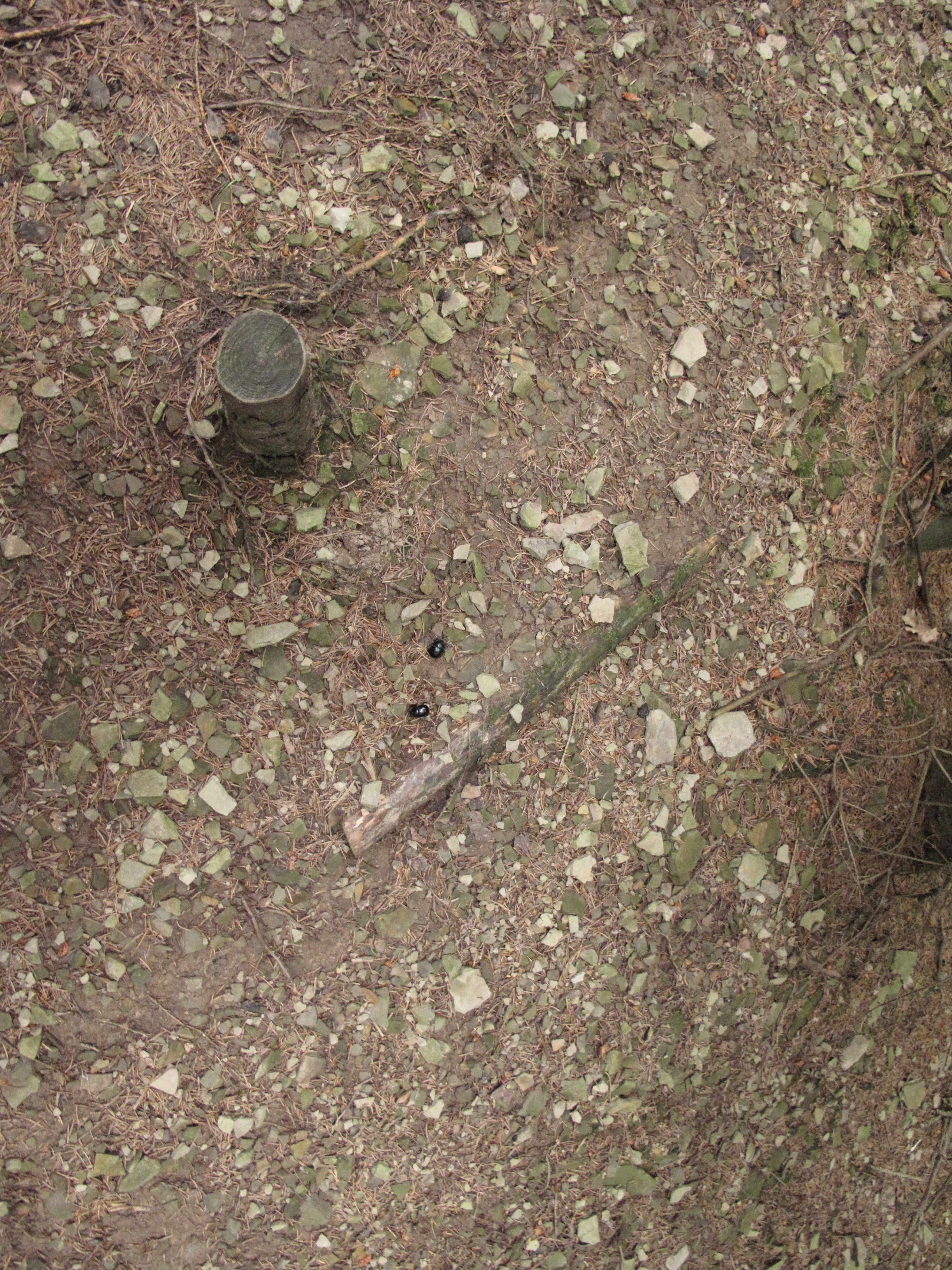
Hmyz na lokalitě
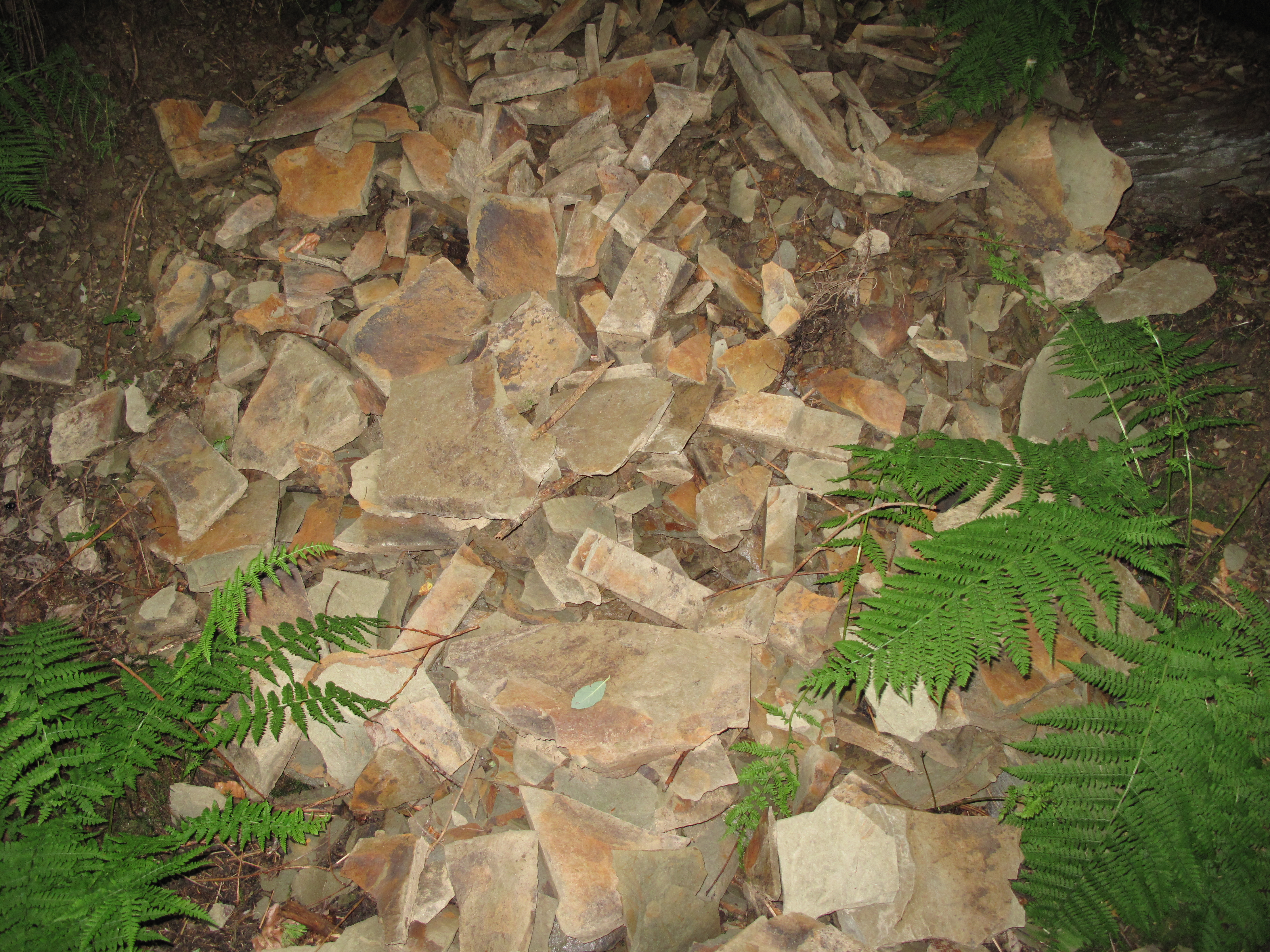
Jílovité břidlice